# Pic le Bondidier
El Pic le Bondidier és una muntanya de 3.185 m d'altitud, amb una prominència de 64 m, que es troba a l'aresta SW del pic Sayó del massís de la Maladeta, província d'Osca (Aragó).